# Treviso (Santa Catarina)
Pour les articles homonymes, voir Treviso.
Treviso est une ville brésilienne du sud de l'État de Santa Catarina.

## Géographie
Treviso se situe par une latitude de 28° 30′ 56″ sud et par une longitude de 49° 27′ 27″ ouest, à une altitude de 147 mètres.
Sa population était de 3 527 habitants au recensement de 2010. La municipalité s'étend sur 158 km2.
Elle fait partie de la microrégion de Criciúma, dans la mésorégion Sud de Santa Catarina.

## Administration
La municipalité est constituée d'un seul district, siège du pouvoir municipal.

## Villes voisines
Treviso est voisine des municipalités (municípios) suivantes :
- Lauro Müller
- Urussanga
- Siderópolis
- Bom Jardim da Serra